# Forestur
FORESTUR este un training adaptat pentru specialiștii din sectorul turismului rural- este un Proiect Pilot, finanțat parțial de Uniunea Europeană prin Programul Leonardo Da Vinci, și are drept scop creșterea competențelor specialiștilor din turismul rural prin furnizarea de servicii on –line de învățare pe parcursul întregii vieți.

## Obiectivul proiectului
Obiectivul proiectului este acela de a furniza instruire continuă de înaltă calitate specialiștilor din turismul din mediul rural, adaptată nevoilor acestora. Turismul a devenit un sector critic și un important motor de dezvoltare pentru cele mai multe zone rurale din Europa, permițând crearea de locuri de muncă, diversificarea economiei locale sau regionale și contribuind la dezvoltarea rurală în general.
Zonele rurale vor trebui să facă față unor provocări semnificative în viitor privind creșterea economică, crearea de locuri de muncă și durabilitatea dar, pe de altă parte, activitățile corelate de turism și divertisment le vor aduce într-o situație favorabilă și le vor conferi o mai mare responsabilitate în domeniul conservării resurselor naturale. Investiția în capitalul uman din zonele rurale este elementul cheie pentru a face față acestor provocări.
FORESTUR are drept scop creșterea profesionalismului capitalului uman din turism prin instruirea continuă adaptată nevoilor și cerințelor identificate în prealabil în acest sector. Specialiștii din sectorul turismului rural deseori întâmpină dificultăți în accesarea instruirii datorită: distanței dintre zonele urbane și mediul rural, structurilor sectorului compus din “microîntreprinderi“, conștientizării insuficiente privind nevoile lor de instruire.
Tehnologiile de Comunicare și Informare (TIC) furnizează un cadru perfect pentru facilitarea instruirii. Proiectul intenționează să utilizeze noile posibilități oferite de Internet pentru a contracara dezavantajele unei localității geografice izolate. Mai mult, TIC reprezintă o alternativă la managementul tradițional pentru companiile turistice din mediul rural, oferă o posibilitate mai largă pentru publicitate și pentru simplificarea muncii administrative precum și a rezervărilor, facturării, etc. FORESTUR Arhivat în 26 iunie 2007, la Wayback Machine. va identifica nevoile specifice de instruire din sectorul turismului rural și va crea o metodologie de instruire bazată pe TIC adaptată acestor nevoi. Abordarea pedagogică a acesteia este bazată pe utilizarea comunicării asincrone și a integrării sociale.

### Grupul țintă
Proiectul se adresează în principal specialiștilor din turism (manageri și angajați) din mediul rural. Utilizatorii finali sau potențiali sunt: agențiile de dezvoltare locale și regionale și creatorii politicilor locale și regionale, asociații de turism și de servicii economice în mediul rural și specialiștii în instruirea continuă.

### Rezultate așteptate
- Raport privind nevoile de instruire specifice în sectorul turismului rural în cele patru țări participante;
- Metodologie de instruire bazată pe TIC adaptată la nevoile din turism;
- Materiale de instruire corespunzătoare pentru specialiștii din turism din ariile îndepărtate (pe suport CD și descărcabile de pe website-ul proiectului).
- Platforma de instruire on-line (software « open source »)
- Manuale de intruire pentru instructori și cursanți.

## Parteneriat
- Florida Training Centre
- Fundación Comunidad Valenciana - Región Europea Arhivat în 17 mai 2008, la Wayback Machine.
- CIDAF. Innovation & Business Development Center Arhivat în 21 august 2007, la Wayback Machine.
- Bucovina Tourism Association
- Pixel
- CIA. Confederazion Italiana Agricoltori della Provincia de Firenze Arhivat în 29 martie 2007, la Wayback Machine.
- Europrofessional Hungary EC Arhivat în 9 iulie 2007, la Wayback Machine.
- Hungarian Federation of Rural and Agrotourism Arhivat în 5 august 2010, la Wayback Machine.
- Tuejar Town Council Arhivat în 11 decembrie 2008, la Wayback Machine.